# Ortholomus
Ortholomus är ett släkte av insekter. Ortholomus ingår i familjen fröskinnbaggar.
Släktet innehåller bara arten Ortholomus punctipennis.